# خورشیدگرفتگی حلقه‌ای

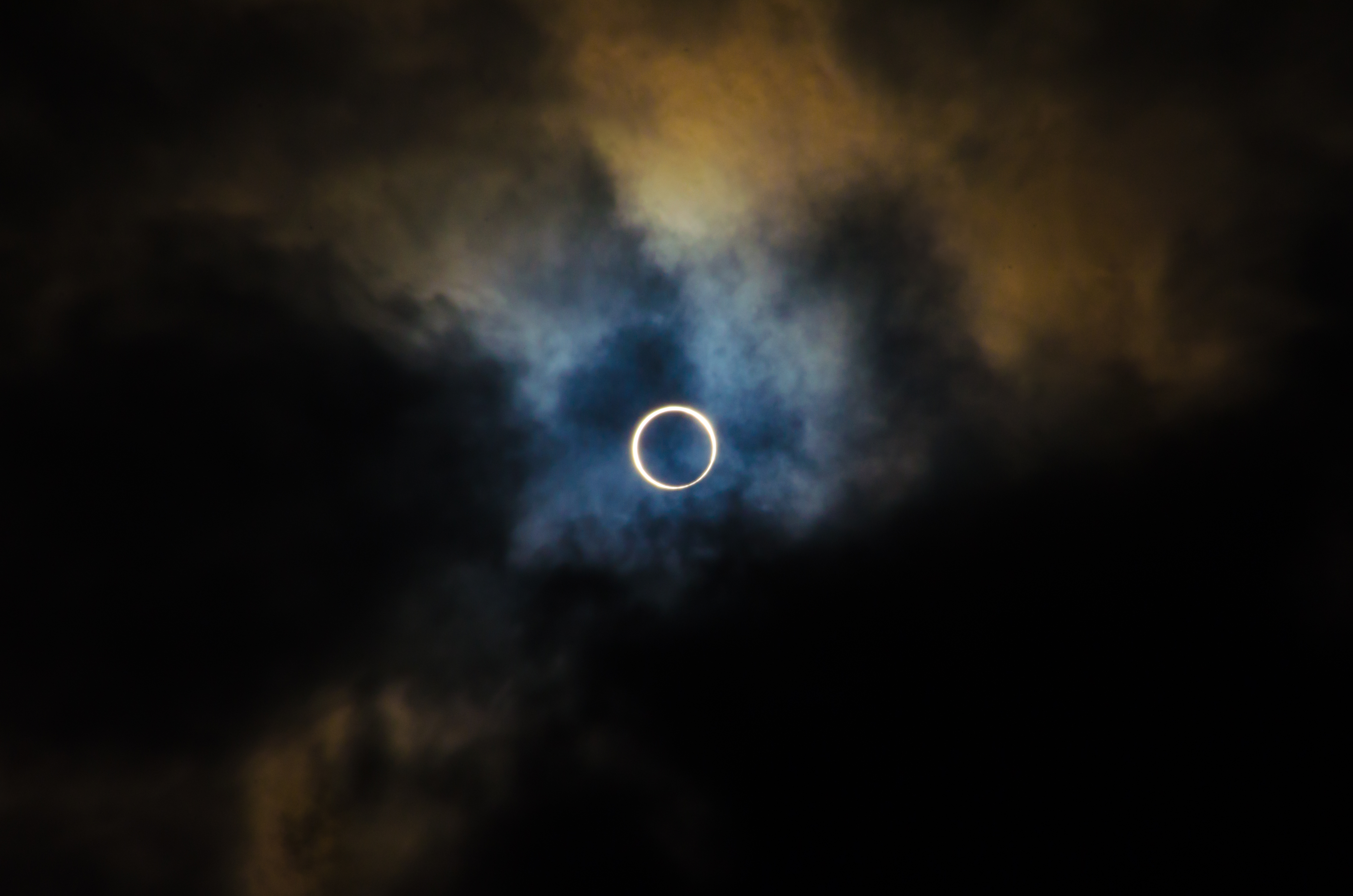
خورشید گرفتگی حلقوی 2019 در سنگاپور

در کسوف حلقه‌ای  فاصله خورشید تا زمین و نیز فاصله تا ماه ثابت نیست، این فاصله‌ها اندکی تغییر می‌کنند.در این حالت ماه در دورترین فاصله ی خود نسبت به زمین قرار دارد و به خورشید نیز نزدیکتر است.اگر در این مواقع گرفتگی رخ دهد، ماه نمی‌تواند قرص خورشید را به‌طور کامل بپوشاند. در نتیجه حلقه درخشانی از نور خورشید دور تا دور ماه را فرا می‌گیرد. این حالت را گرفت حلقه‌ای می‌نامند. در گرفت حلقه‌ای، آسمان همچنان روشن است و تاج خورشیدی نیز دیده نمی‌شود. به این دلیل، ارزش علمی گرفت حلقه‌ای کم است.هنگامی که این گرفتگی به لحظات پایانی خود نزدیک میشود خورشید همچون یک انگشتر الماس دیده میشود.